# تای گوین
تای گوین (به لاتین: Thái Nguyên) یک شهر در ویتنام است که در استان تای گوین واقع شده‌است.

## خصوصیات
تای گوین ۱۸۹٫۷۰۵ کیلومترمربع مساحت و ۳۳۰٬۰۰۰ نفر جمعیت دارد.

## خواهرخوانده
شهر Salo خواهرخواندهٔ تای نگوین هست.

## نگارخانه

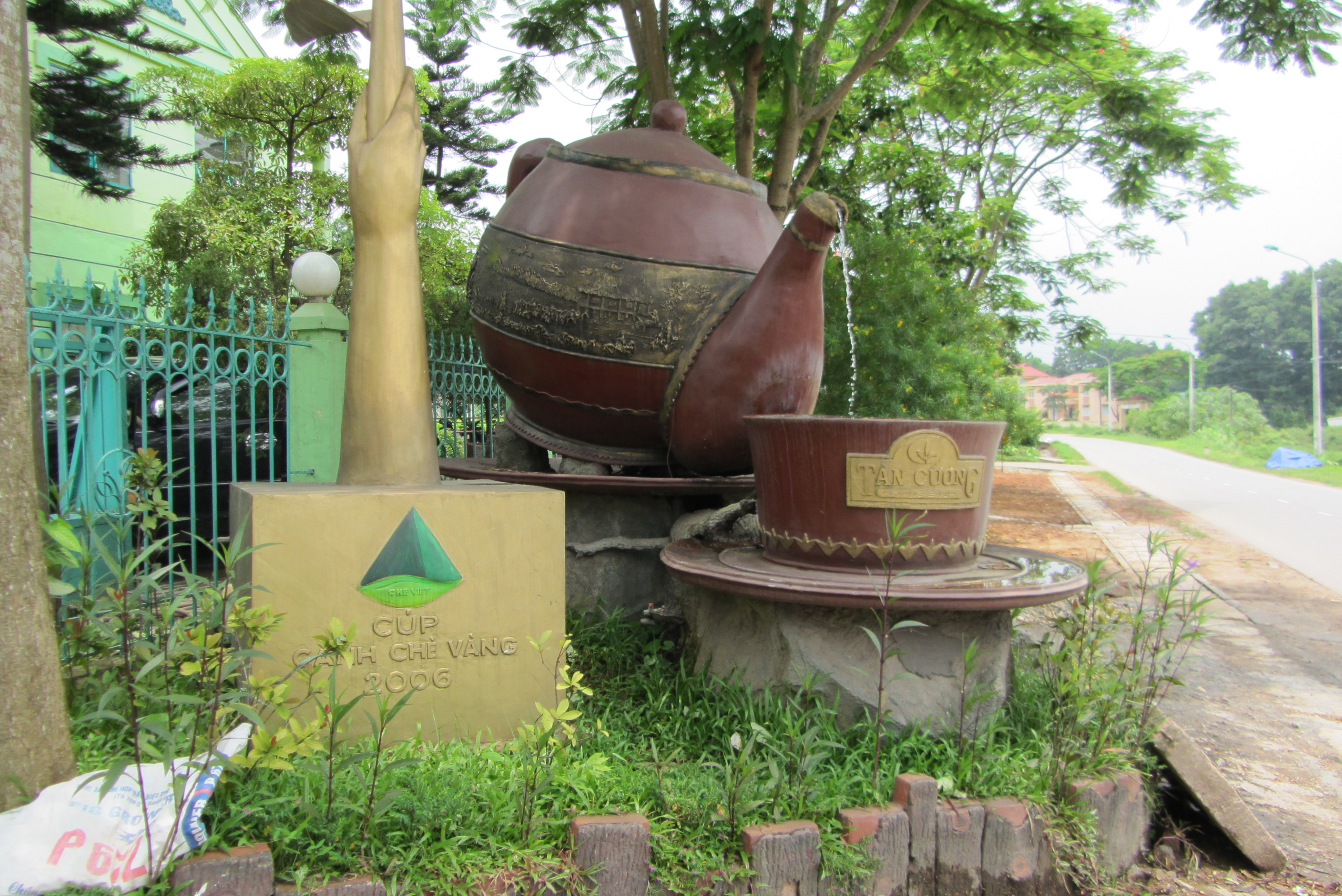
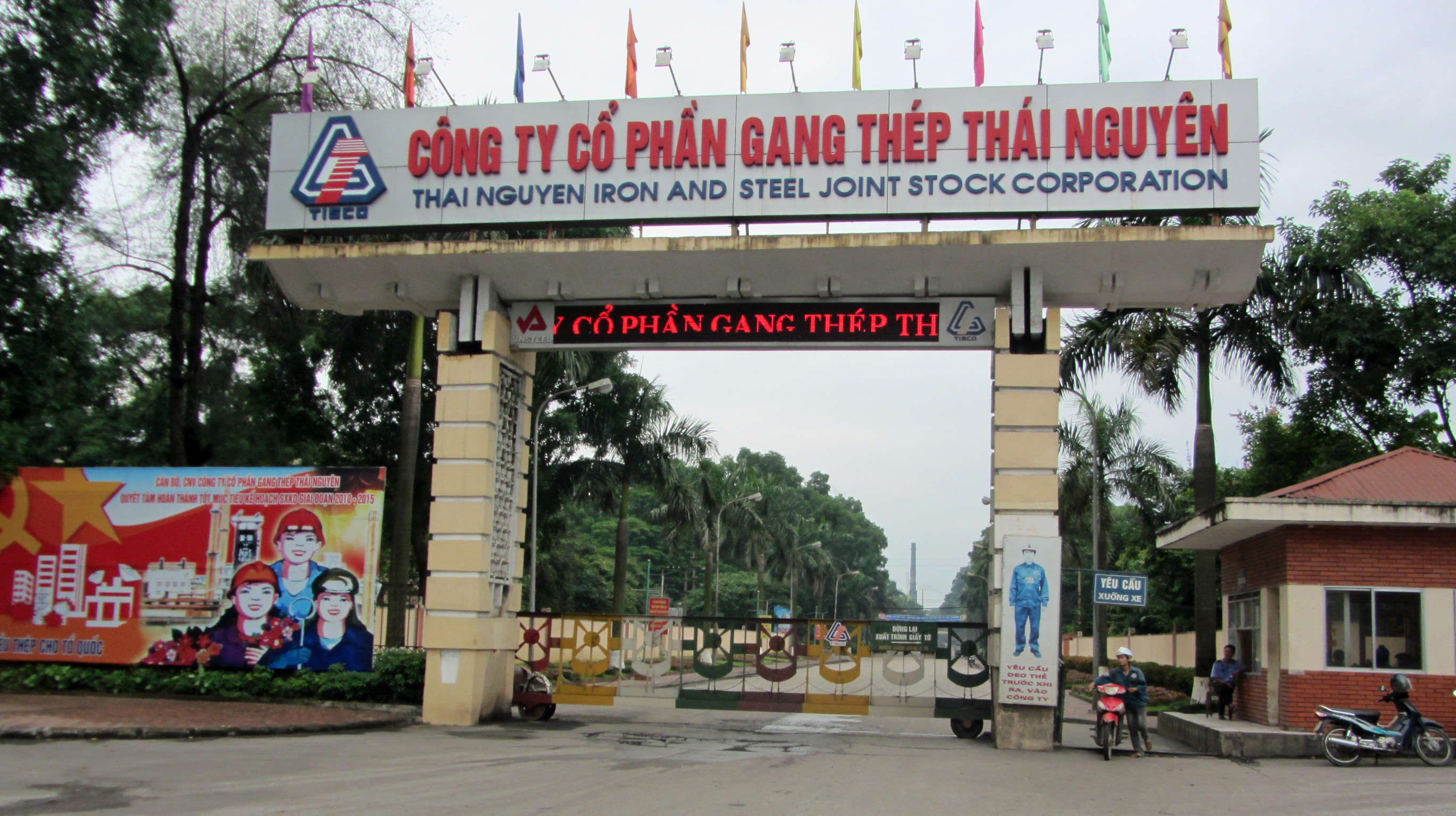
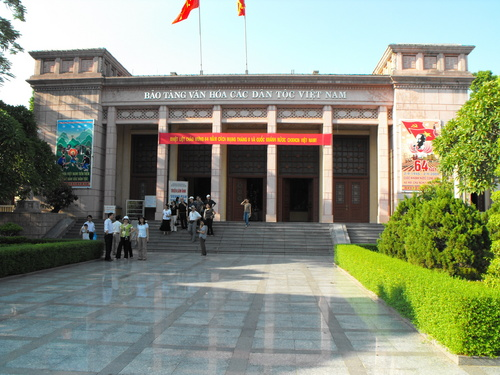
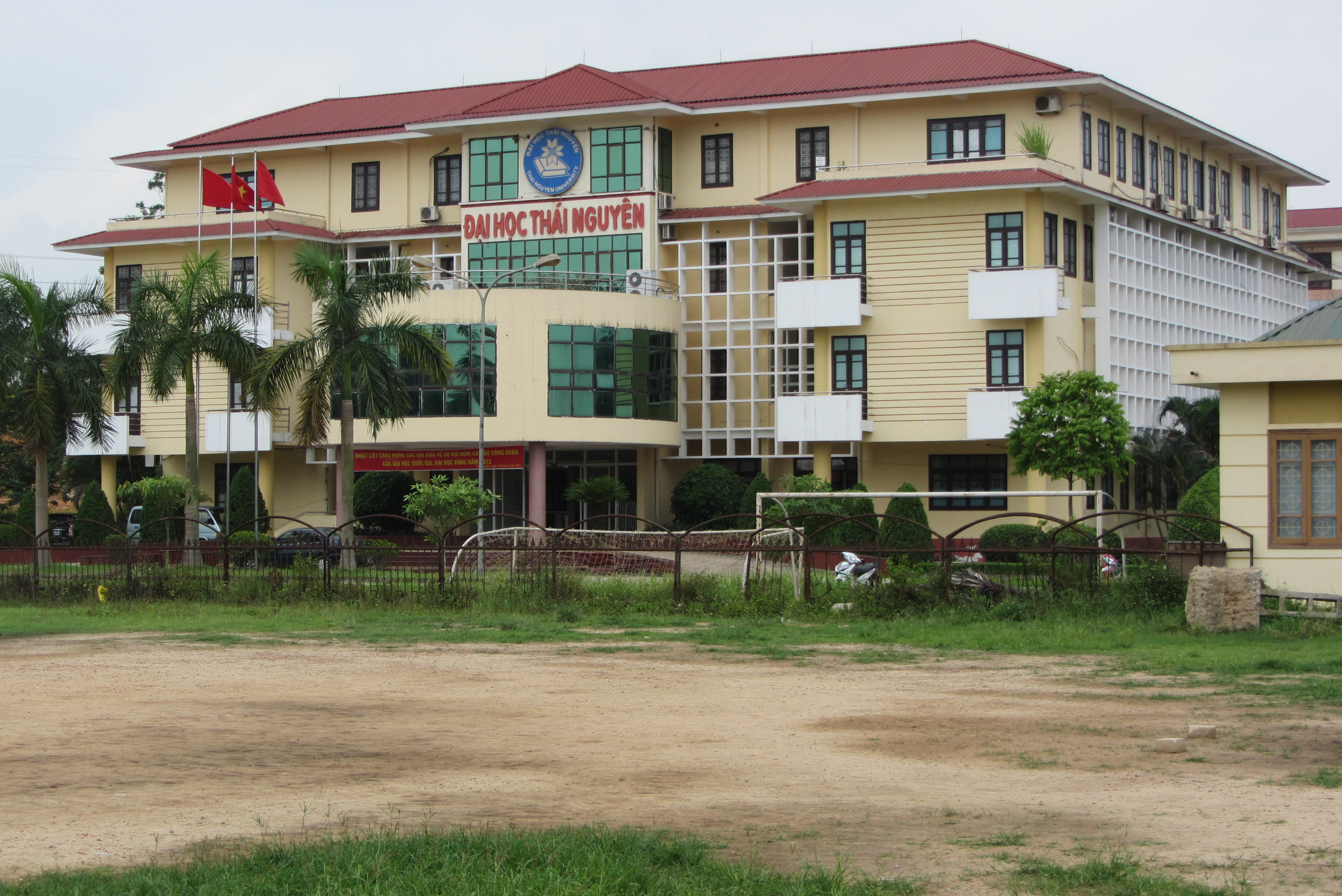